# The Last Emperor (album)
The Last Emperor è un album discografico del 1987, colonna sonora del film L'ultimo imperatore diretto da Bernardo Bertolucci.
Le tracce originali del disco sono state composte dallo statunitense David Byrne (5 tracce), dal giapponese Ryūichi Sakamoto (9 tracce) e dal cinese Cong Su (1 traccia).
L'album ha vinto l'Oscar alla migliore colonna sonora nell'ambito dei Premi Oscar 1988.

## Tracce
1. First Coronation – 1:46 (Sakamoto)
2. Open the Door – 2:54 (Sakamoto)
3. Where Is Armo? – 2:26 (Sakamoto)
4. Picking Up Brides – 2:39 (Sakamoto)
5. The Last Emperor – Theme Variation 1 – 2:19 (Sakamoto)
6. Rain (I Want a Divorce) – 1:49 (Sakamoto)
7. The Baby (Was Born Dead) – 0:55 (Sakamoto)
8. The Last Emperor – Theme Variation 2 – 4:28 (Sakamoto)
9. The Last Emperor – Theme – 5:54 (Sakamoto)
10. Main Title Theme (The Last Emperor) – 4:01 (Byrne)
11. Picking a Bride – 2:00 (Byrne)
12. Bed – 5:00 (Byrne)
13. Wind, Rain, and Water – 2:18 (Byrne)
14. Paper Emperor – 1:49 (Byrne)
15. Lunch – 4:54 (Cong Su)
16. Red Guard (interpretato dalla Red Guard Accordion Band) – 1:20
17. The Emperor's Waltz (interpretato dalla Ball Orchestra of Vienna) – 3:06 (Johann Strauss figlio)
18. The Red Guard Dance (The Girls Red Guard Dancers) – 0:39